# Світогляд

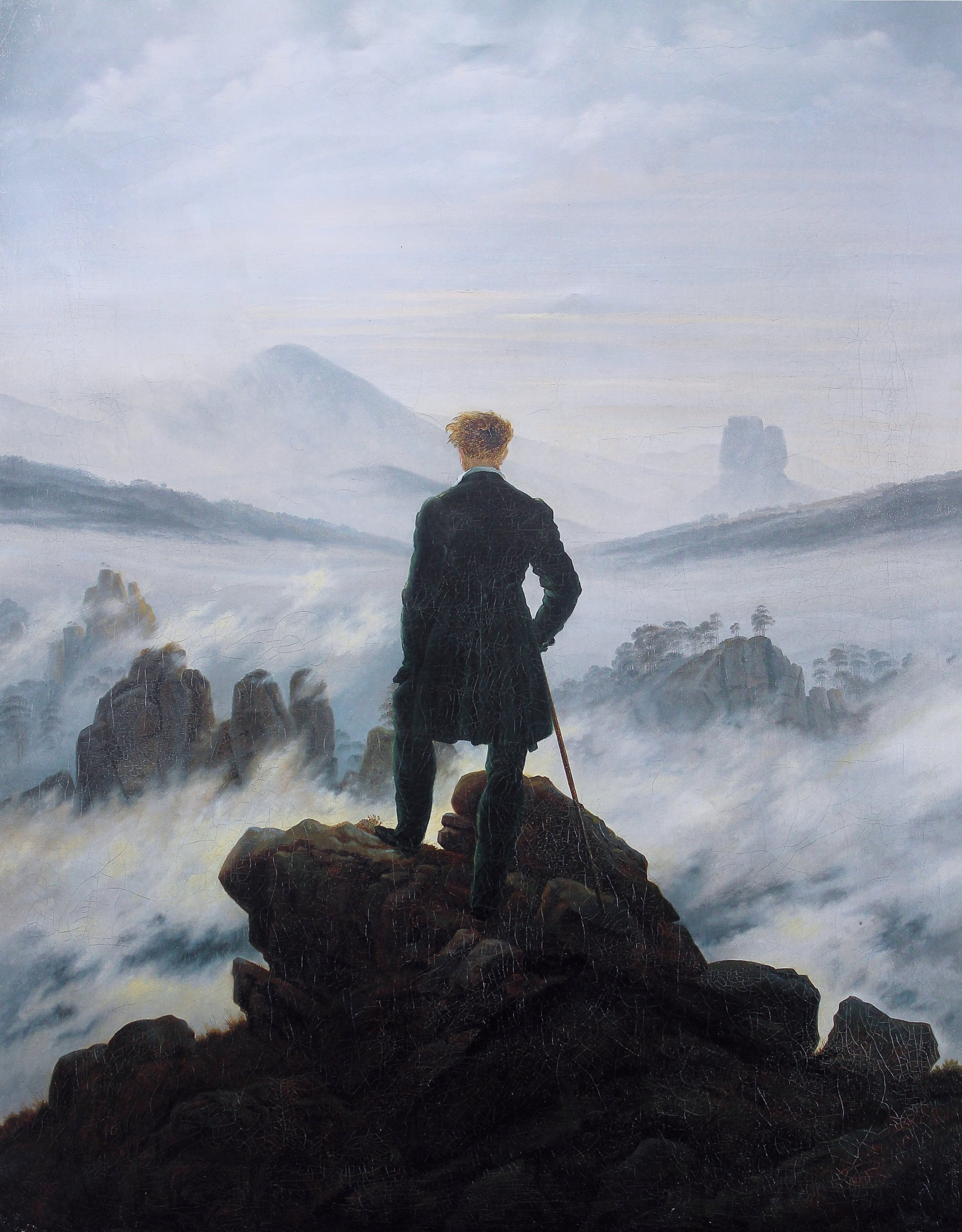
«Мандрівник перед морем туману», алегорія зустрічі людини з таємницями світу. Художник — Каспар Давид Фрідріх, бл. 1817 р.

Світо́гляд — форма самосвідомості людини і суспільства, система узагальнених поглядів щодо місця людини у світі та взаємовідносин з ним. Світогляд засновується на співвіднесенні дійсного та уявного, теорії та практики, досвіду, переконань та ідеалів. У ньому поєднуються в єдину систему принципи, знання, ідеали, цінності, надії, вірування, погляди на сенс і мету життя, які визначають діяльність індивіда або соціальної чи національної групи та органічно включаються у людські вчинки й норми поведінки.

## Характеристики
Основу світогляду складають відповіді на загальні питання, котрі стосуються стосунків людини зі світом. Залежно від цих відповідей, людина здатна по-різному взаємодіяти зі світом. Це питання про походження людини, її теперішній статус у світобудові, її майбутнє. Те, які саме будуть на них відповіді, ґрунтується на питанні про те, що є реальним. Натуралістичний (матеріалістичний) підхід стверджує, що реальне тільки те, що в принципі доступне відчуттям людини — безпосереднім або з допомогою яких-небудь засобів, тобто, реальна лише матерія. Якщо існує дещо, недоступне відчуттям, то воно отже не має впливу на матерію і ним можна знехтувати. Теїстичний (ідеалістичний) підхід натомість стверджує, що існує недоступна відчуттям духовна складова буття, яка при цьому впливає на матеріальний світ. Духовна складова може уявлятися як уособлена (Бог, боги, духи) чи знеособлена (світовий закон на кшталт Логосу, Дао, доля тощо), яка частково визначає матеріальний світ або цей світ цілком залежить від неї. Звідси постають уявлення про те, яким є світ зараз і яким він повинен бути, до чого людині потрібно прагнути й навіщо, яким чином доцільно досягати своїх цілей. Світогляд включає цінності людини і відповідно те, які свої потреби вона задовільняє, взаємодіючи зі світом. У ході діяльності людини згідно свого світогляду виникає індивідуальна та колективна культура.

## Складові світогляду
Структурно світогляд поділяється на низку рівнів:
- світобачення — складається на основі принципів (антропоцентризму, гуманізму, монізму, плюралізму, скептицизму, догматизму тощо);
- світовідчуття — на основі досвіду (індивідуального, сімейного, групового, етнічного, класового, суспільного і загальнолюдського);
- світорозуміння — формується на основі знання;
- світоспоглядання — на основі мети, цілі, яка усвідомлюється через універсальні форми діяльності (нужда — потреба — інтерес — мета — засоби — результати — наслідки);
- світосприйняття — на основі цінностей (щастя, любові, істини, краси, добра, свободи, справедливості тощо).

## Типи світогляду
Три головні системи світогляду за співвідношенням людина-світ: космоцентрична, теоцентрична, антропоцентрична.
- Космоцентрична — спрямована на пошуки єдиної сутності світобудови, частиною якої є і людина також;
- у теоцентричній панує віра в надприродні сили, що визначають існування видимого світу та людини зокрема. Це можуть бути як уособлені сили (божества, духи), так і знеособлені (доля, світовий закон);
- антропоцентрична зосереджується навколо усвідомлення людини як центру Всесвіту, розкриття можливостей розвитку особистості в його рамках.

Історичні типи світогляду спостерігаються як панівні впродовж певних епох історії людства. Водночас, вони не замінюють одні одних цілком, а наявні в будь-який час, але в різних співвідношеннях:
- Міфологічний світогляд ґрунтується на абсолютизованому досвіді соціальної групи з притаманними роду, племені рисами — тотемізмом, антропоморфізмом, анімізмом, символізмом, фетишизмом[4]. Цілісний образ світу формується з розрізнених буденних, загальновідомих чуттєвих елементів, пов'язуючи їх між собою через метаморфози, вплив магії, надприродних істот. Абстрактні поняття при цьому розвинені слабко, світ бачиться як наповнений протилежностями, але межі між ними нечіткі, зокрема розмиті межі між реальністю та вигадкою, зображенням і тим, що воно зображує, природою та культурою. Ключове значення має пояснення походження речей, істот, явищ у неконкретизованому минулому, тоді як сучасний світоустрій уявляється сталим і непідвладним суттєвим змінам. Доказовість спирається на емоції — те, що викликає емоції, вважається істинним. У результаті світ може виглядати доволі фантастично, але цілком задовільно для носіїв міфологічного світогляду[5];
- релігійний — ґрунтується на вірі в духовний світ, недоступний органам чуттів і розуму, жорсткому поділі на світ духовний і тілесний, земний і небесний, горішній і долішній, природний і надприродний. У релігійному світогляді долається притаманний міфологічному світогляду антропоморфізм, час набуває лінійності, де світ має початок і кінець[4]. Велике значення має наочність, але символічна, а не буквальна, розвивається теологія з її складними абстрактними поняттями, такими як еманація, теодицея, безсмертя душі[6];
- науковий — ґрунтується на знаннях про матеріальний світ, що принципово можуть бути перевірені в ході наукового спостереження чи експерименту[4]. Наука формує його на позиції, що речі та події у Всесвіті існують згідно закономірностей, які можна зрозуміти завдяки систематичному вивченню. Науковий світогляд прагне до створення цілісного уявлення про світ, але разом з тим у ньому визнається неможливість абсолютного знання. Тому в науковому світогляді завжди є місце невідомому (але принципово пізнаваному), а отже є місце для розвитку[7].

Окремо стоять мистецький і філософський світогляди:
- Мистецький — спирається на вираження загальних сенсів буття через конкретні чуттєві образи.
- Філософський — узагальнює досвід, знання, цінності, волевиявлення особи і людства в їхньому ставленні до світу як цілого з метою проникнення в сутність буття Всесвіту та буття людини; він є раціонально-теоретичною рефлексією підґрунтя всіх видів людської життєдіяльності.